# بخش دیلمان
بخش دیلمان یکی از بخش‌های کاسپیه در ایران است که مردمش به دیلمی سخن میگویند.

## تقسیمات کشوری
- بخش دیلمان
  - دهستان پیرکوه
  - دهستان دیلمان

شهر : دیلمان
بخشدار : کیهان آقایی

## جمعیت
بنابر سرشماری مرکز آمار ایران، جمعیت بخش دیلمان شهرستان سیاهکل در سال ۱۳۹۵ برابر با ۱۰٬۵۹۷ نفر بوده‌است.